# Ulcisia Castra

Ulcisia Castra (appelée par après Castra Constantia, certainement après 175) est un fort auxiliaire romain qui faisait partie de la chaîne de postes militaires longeant le limes du Danube dans le secteur pannonien.
Il était situé près de la ville de Szentendre (Saint-André) en Hongrie, à quelques kilomètres au nord de la forteresse légionnaire d'Aquincum (Budapest).

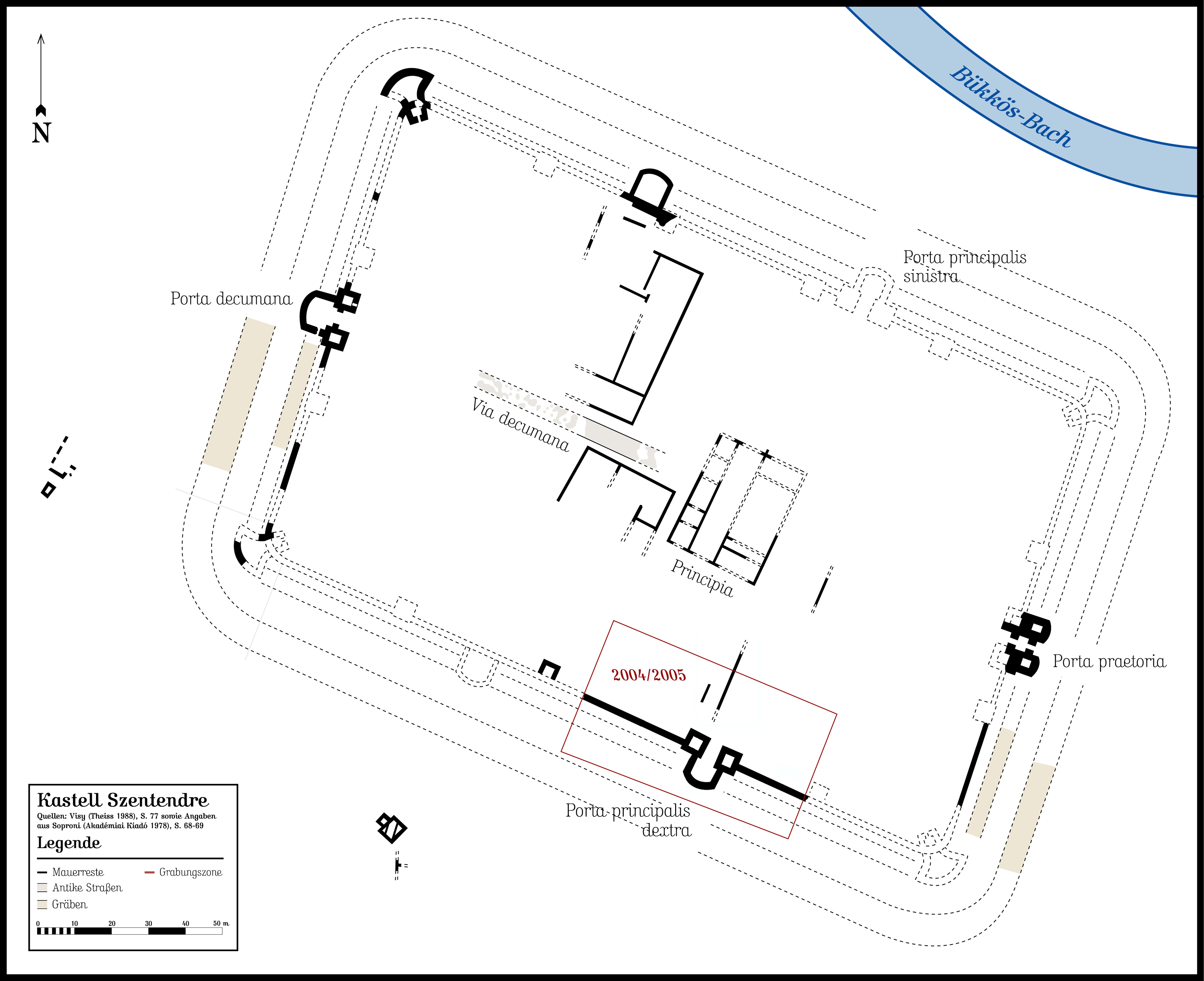
Le fort romain d'Ulcisia Castra.
Le secteur des limes pannonicus où se trouvait le fort d'Ulcisia Castra.
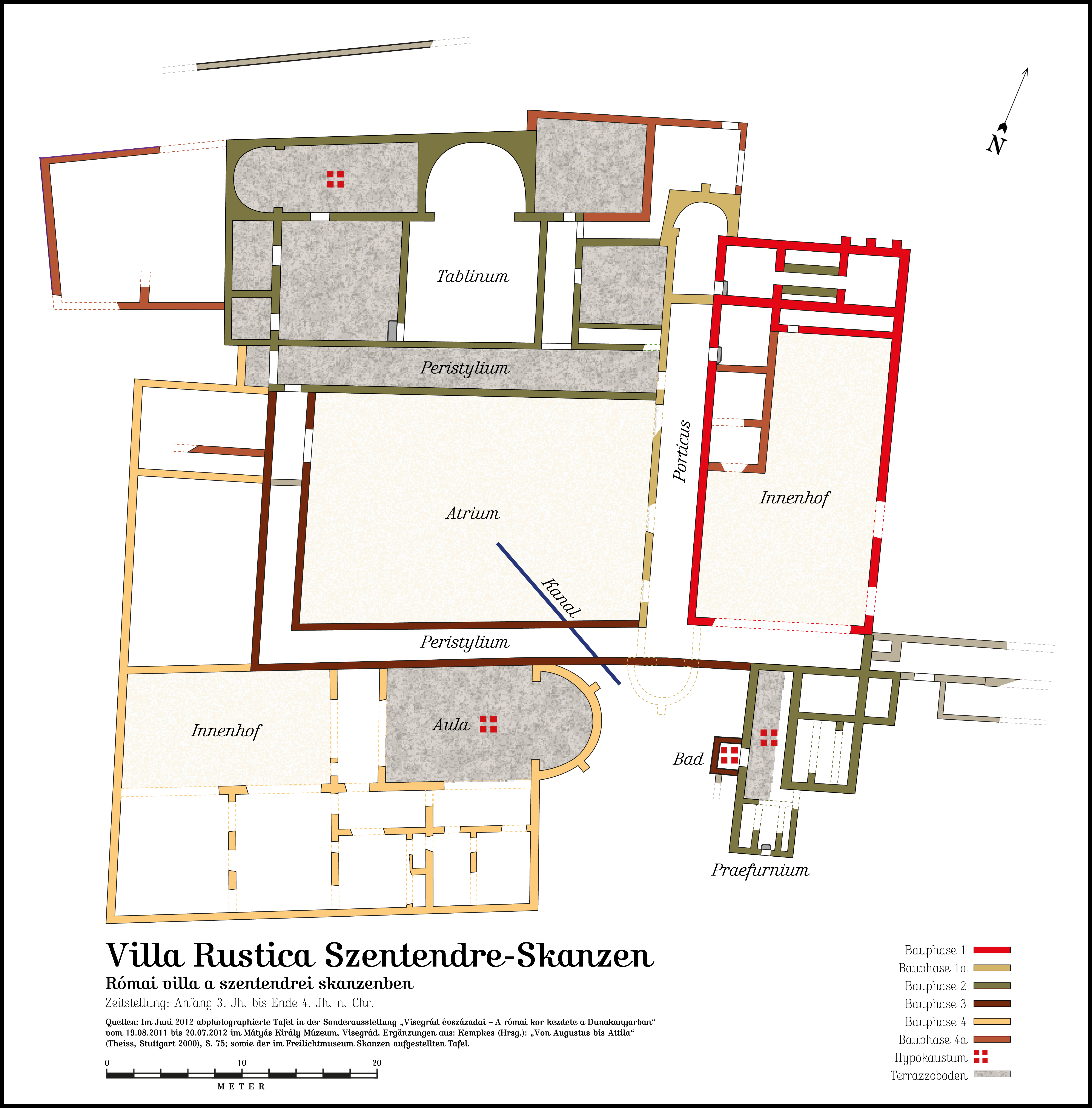
La Villa rustica non loin du fort militaire.